# Episodi di Guardia costiera (diciassettesima stagione)
La diciassettesima stagione della serie televisiva Guardia costiera è stata trasmessa in anteprima in Germania dalla ZDF tra il 9 aprile 2014 e il 27 gennaio 2016.
| nº | Titolo originale                  | Titolo italiano              | Prima TV Germania | Prima TV Italia |
| -- | --------------------------------- | ---------------------------- | ----------------- | --------------- |
| 1  | Heldin wider Willen               | Addio per amore              | 9 aprile 2014     |                 |
| 2  | Gefährlicher Beifang              | Pesca accidentale            | 16 aprile 2014    |                 |
| 3  | Wer schön sein will, muss sterben | Trattamento mortale          | 23 aprile 2014    |                 |
| 4  | Echo einer Seemannstaufe          | Il battesimo del marinaio    | 30 aprile 2014    |                 |
| 5  | Sander in der Falle               | Sander in trappola           | 23 settembre 2015 |                 |
| 6  | Passage ins Nirgendwo             | Viaggio nel nulla            | 30 settembre 2015 |                 |
| 7  | Die Gebeine des Admirals          | Lo scheletro dell'ammiraglio | 7 ottobre 2015    |                 |
| 8  | Ein Mann für gewisse Stunden      | Il gigolò                    | 14 ottobre 2015   |                 |
| 9  | Schwarzgeld                       | Denaro nero                  | 21 ottobre 2015   |                 |
| 10 | Euphorin                          | Pillole miracolose           | 28 ottobre 2015   |                 |
| 11 | Der Tod segelt mit                | Morte in barca a vela        | 4 novembre 2015   |                 |
| 12 | Entfesselte Wut                   | La gabbia                    | 11 novembre 2015  |                 |
| 13 | Hit und weg                       | Sogni infranti               | 25 novembre 2015  |                 |
| 14 | Das Ultimatum                     | L'ultimatum                  | 2 dicembre 2015   |                 |
| 15 | Fluch der Wahrheit                | Le due madri                 | 9 dicembre 2015   |                 |
| 16 | Flucht in Ketten                  | Fuga in manette              | 16 dicembre 2015  |                 |
| 17 | Augenzeugin                       | Testimone oculare            | 23 dicembre 2015  |                 |
| 19 | Tödliches Vertrauen               | Fiducia mortale              | 6 gennaio 2016    |                 |
| 20 | Das Geheimnis der Turanga         | Il mistero della Turanga     | 13 gennaio 2016   |                 |
| 21 | Hexenloch                         | La fossa delle streghe       | 20 gennaio 2016   |                 |
| 22 | Der unsichtbare Taucher           | Il subacqueo invisibile      | 27 gennaio 2016   |                 |